# Saint-Thurien (Eure)
Pour les articles homonymes, voir Saint-Thurien.
Saint-Thurien est une ancienne commune française située dans le département de l'Eure, en région Normandie. Depuis le 1er janvier 2019, elle est une commune déléguée du Perrey,cela supprime l’identité de saint thurien.

## Géographie

### Localisation
Elle fait partie du parc naturel régional des Boucles de la Seine normande.
|                       | Sainte-Opportune-la-Mare |                    |
| Saint-Ouen-des-Champs | Saint-Thurien            | Trouville-la-Haule |
| Saint-Ouen-des-Champs |                          | Fourmetot          |

## Toponymie
Son nom primitif est Saint Thurien de Beuville.
Le nom de la localité est attesté sous la forme Sanctus Turianus de Buvilla (cartulaire de Fécamp) au XIIe siècle, Buivilla (p. d’Eudes Rigaud) en 1240, S. Urioutus en 1290 (cartulaire de Corneville), Saint Turioult de Biville en 1376, Saint Turion de Biville en 1413, Saint-Thurioult en 1519 (aveu de Louis de Gouvis), Sanctus Thuriavus en 1546, Saint Thurioult en 1567 et en 1572, Saint Thurien en 1582 et en 1585, Saint Thurian entre 1626 et 1670, Saint Irion en 1631 (Tassin, Plans et profilz), Saint Urioult en 1722 (Masseville), Saint-Urien en 1840 (Gadebled),
Saint-Ursin en 1868 (Ann. de l’Association normande).
Saint-Thurien est un hagiotoponyme. L'église est dédiée à Saint Thurien.
Il existe sur la commune, le hameau de La-Rue-de-Beuville qui contient encore le nom primitif de Saint Thurien.

## Histoire
En 1215, pour avoir combattu avec bravoure lors de la bataille de Bouvines, Guillaume du Fay reçut de Philippe Auguste le fief de Saint-Thurien ; celui-ci resta propriété de la famille du Fay jusqu'en 1696, date à laquelle il passa à la famille Grossin du Breuil.
Le 1er janvier 2019, elle fusionne avec Fourmetot et Saint-Ouen-des-Champs pour constituer la commune nouvelle du Perrey dont la création est actée par un arrêté préfectoral du 21 décembre 2018.

## Politique et administration
| Période                                  | Période  | Identité        | Étiquette | Qualité     |
| ---------------------------------------- | -------- | --------------- | --------- | ----------- |
| Les données manquantes sont à compléter. |          |                 |           |             |
| 1946                                     | 1989     | André Deschamps | SE        | Agriculteur |
| mars 2001                                | En cours | Guy Chemin      | UDI       | Retraité    |

## Démographie
L'évolution du nombre d'habitants est connue à travers les recensements de la population effectués dans la commune depuis 1793. Pour les communes de moins de 10 000 habitants, une enquête de recensement portant sur toute la population est réalisée tous les cinq ans, les populations de référence des années intermédiaires étant quant à elles estimées par interpolation ou extrapolation. Pour la commune, le premier recensement exhaustif entrant dans le cadre du nouveau dispositif a été réalisé en 2007.

En 2016, la commune comptait 236 habitants, en évolution de +6,79 % par rapport à 2010 (Eure : −0,25 %, France hors Mayotte : +2,11 %).
| 1793 | 1800 | 1806 | 1821 | 1831 | 1836 | 1841 | 1846 | 1851 |
| ---- | ---- | ---- | ---- | ---- | ---- | ---- | ---- | ---- |
| 340  | 329  | 397  | 396  | 334  | 390  | 359  | 356  | 340  |

| 1856 | 1861 | 1866 | 1872 | 1876 | 1881 | 1886 | 1891 | 1896 |
| ---- | ---- | ---- | ---- | ---- | ---- | ---- | ---- | ---- |
| 349  | 327  | 314  | 300  | 287  | 252  | 251  | 234  | 217  |

| 1901 | 1906 | 1911 | 1921 | 1926 | 1931 | 1936 | 1946 | 1954 |
| ---- | ---- | ---- | ---- | ---- | ---- | ---- | ---- | ---- |
| 193  | 199  | 193  | 174  | 179  | 164  | 177  | 183  | 182  |

| 1962 | 1968 | 1975 | 1982 | 1990 | 1999 | 2006 | 2007 | 2012 |
| ---- | ---- | ---- | ---- | ---- | ---- | ---- | ---- | ---- |
| 165  | 137  | 160  | 165  | 185  | 198  | 203  | 204  | 239  |

| 2016 | - | - | - | - | - | - | - | - |
| ---- | - | - | - | - | - | - | - | - |
| 236  | - | - | - | - | - | - | - | - |

## Culture locale et patrimoine

### Lieux et monuments
La commune de Saint-Thurien compte plusieurs édifices inscrits à l'inventaire général du patrimoine culturel :
- L'église Saint-Thurien (XVIe et XVIIIe)[11] ;
- Le château de Saint-Thurien (XIXe)[12] ;
- Un manoir du XVIe siècle[13].

Église paroissiale
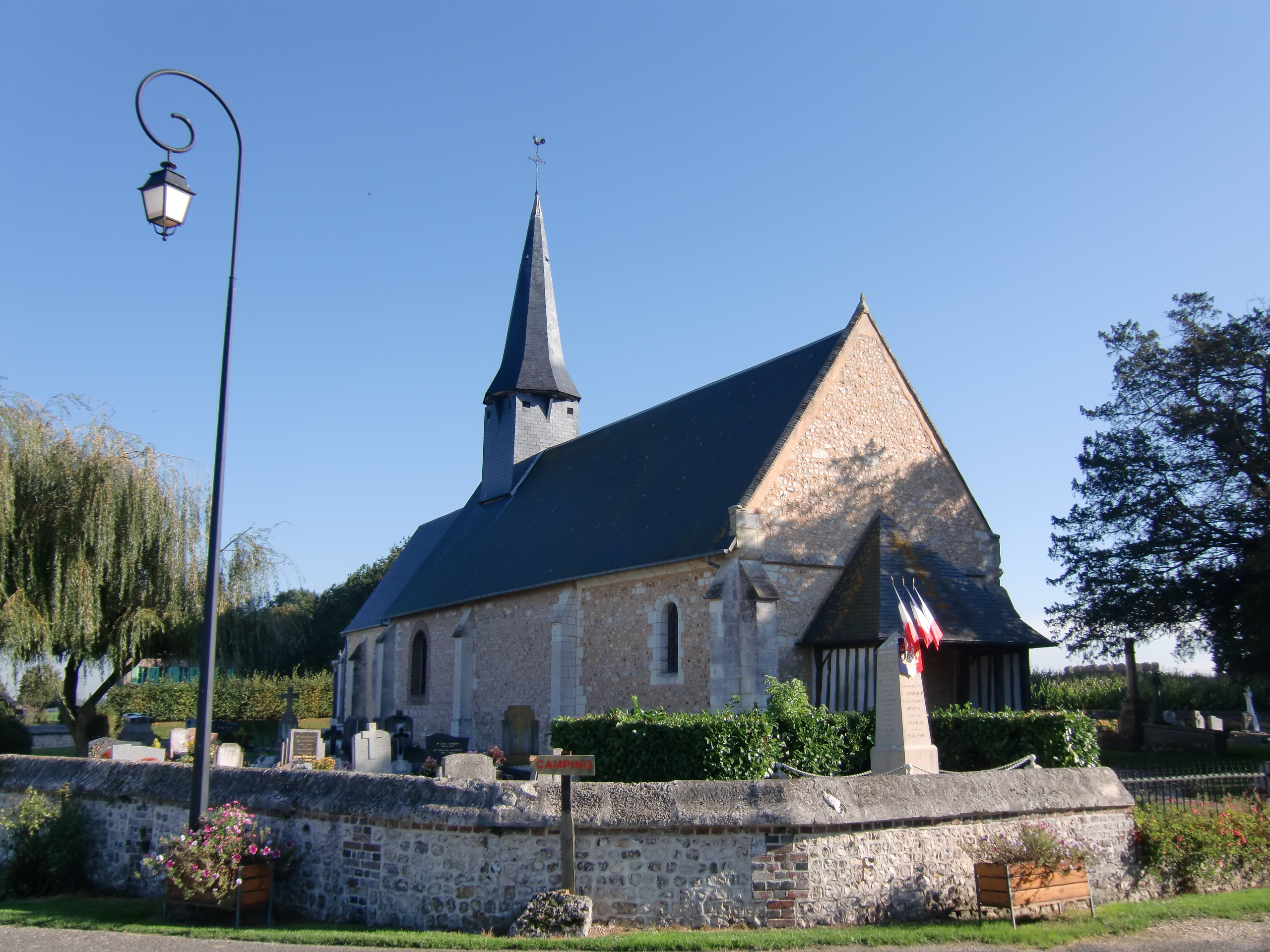